# Моровілл (Луїзіана)
Моровілл (англ. Moreauville) — селище (англ. village) в США, в окрузі Авуаель штату Луїзіана. Населення — 984 особи (2020).

## Географія
Моровілл розташований за координатами 31°2′3″ пн. ш. 91°58′54″ зх. д. / 31.03417° пн. ш. 91.98167° зх. д. (31.034175, -91.981714).  За даними Бюро перепису населення США в 2010 році селище мало площу 7,84 км², уся площа — суходіл.

## Демографія
Згідно з переписом 2010 року, у селищі мешкало 929 осіб у 402 домогосподарствах у складі 253 родин. Густота населення становила 119 осіб/км².  Було 439 помешкань (56/км²).
Расовий склад населення:
| - 57,8 % — білих - 36,2 % — чорних або афроамериканців - 2,4 % — корінних американців - 0,1 % — азіатів |

До двох чи більше рас належало 3,4 %. Частка іспаномовних становила 1,0 % від усіх жителів.
За віковим діапазоном населення розподілялося таким чином: 24,2 % — особи молодші 18 років, 57,7 % — особи у віці 18—64 років, 18,1 % — особи у віці 65 років та старші. Медіана віку мешканця становила 42,9 року. На 100 осіб жіночої статі у селищі припадало 82,2 чоловіків;  на 100 жінок у віці від 18 років та старших — 77,3 чоловіків також старших 18 років.
Середній дохід на одне домашнє господарство  становив 41 919 доларів США (медіана — 28 500), а середній дохід на одну сім'ю — 57 754 долари (медіана — 55 000). За межею бідності перебувало 16,0 % осіб, у тому числі 10,1 % дітей у віці до 18 років та 30,0 % осіб у віці 65 років та старших.
Цивільне працевлаштоване населення становило 396 осіб. Основні галузі зайнятості: освіта, охорона здоров'я та соціальна допомога — 24,2 %, роздрібна торгівля — 16,4 %, мистецтво, розваги та відпочинок — 16,2 %.